# 歌川景虎
歌川 景虎（うたがわ かげとら、生没年不詳）とは、明治時代の浮世絵師。

## 来歴
歌川芳景の門人、歌川の画姓を称す。明治6年（1873年）建立の一勇斎歌川先生墓表に「芳景社中」として「景虎」の名があり、作画期は明治20年代とされる。その他の経歴や作については不明。